# Joe Warren (lutador)
Joe Warren (Grand Rapids, 31 de outubro de 1976) é um lutador americano de greco-romana e artes marciais mistas. Na Greco Romana, ele venceu o Pan Americano de 2006 e o Campeonato Mundial e era favorito para as Olimpíadas de 2008. Ele depois participou e venceu a Copa Mundial de 2007.

## Carreira na Greco-Romana
Warren practicou freestyle wrestling antes de mudar-se para a Greco-romana. Ele começou sua carreira no East Kentwood High School onde ele venceu dois Campeonatos Estaduais e manteve o recorde nacional de derrubadas. Ele lutou para a Universidade de Michigan.
Ele ganhou na divisão de 60 kg (130 lb) na Greco-romana no Campeonato Mundial de Wrestling da FILA de 2006 e era favorito para as Olimpíadas de 2008 em Pequim, China. Outras conquistas incluindo um 6° lugar no Campeonato Mundial de Universidades de 2000 em 63 kg (140 lb), 9° no Campeonato Mundial de Wrestling da FILA de 2005, 1° no Pan Americano de 2006 e 1° na Copa Mundial de 2007, todas em 60 kg.
Em 18 de Dezembro de 2010, foi reportado que Warren faria seu retorno ao wrestling, tentando se qualificar para as Olimpíadas de 2012.

## Carreira no MMA

### DREAM
Joe Warren começou sua transição para o MMA em 2008 e se juntou à Team Quest onde ele treina com o lutador de Greco-romana e Campeão do PRIDE Fighting Championships Dan Henderson. Sua estréia no MMA foi em 8 de Março de 2009, no DREAM.7, onde ele derrotou o ex-Campeão Peso Galo do WEC Chase Beebe por interrupção médica após o primeiro round devido a um corte no olho direito de de Beebe. No segundo round do torneio, no DREAM.9 em 26 de Maio de 2009, ele enfrentou e derrotou o ex-Campeão Grand Prix Peso Leve K-1 Hero, Norifumi Yamamoto em sua primeira luta após 512 dias depois de uma lesão no cotovelo e no joelho. Na preparação para a luta Warren trainou com o ex-Campeão Peso Pena do WEC Urijah Faber e sua equipe, a Team Alpha Male após Faber chamar Warren dizendo que sabia como derrotar Yamamoto. Faber já havia preparado Joseph Benavidez para enfrentar Yamamoto em Julho de 2008, mas a luta não aconteceu porque Yamamoto saiu da luta três dias antes do evento. Na luta de Warren, e após  15 minutos Warren foi premiado com a vitória por decisão dividida.
Os dois ronds finais do torneio aconteceram no DREAM.11 acontecido em 6 de Outubro de 2009. Na semi final Warren enfrentou o lutador de Jiu Jitsu Brasileiro Bibiano Fernandes, onde ele rapidamente perdeu por uma controversa chave de braço no primeiro round depois de garantir uma queda.

### Bellator MMA
Em 1 de Fevereiro de 2010, Warren oficialmente anunciou que ele assninou com o Bellator Fighting Championships, e competiria no Torneio de Penas da Segunda Temporada do Bellator.
No Bellator 13, Warren enfrentou Eric Marriott nas quartas-de-final. Warren dominou a luta com seu wrestling e levou a luta para a decisão, conseguindo uma vitória por decisão unânime. Warren avançou para as semifinais onde derrotou Georgi Karakhanyan por decisão unânime no Bellator 18.
Em 24 de Junho de 2010, Warren ganhou o Torneio de Penas da Segunda Temporada por decisão dividida sobre Patrício Freire. Joe foi derrubado e quase pego em um mata leão no primeiro round. Ele deu à volta no segundo e terceiro round pontuando com quedas seguidas de ataques no ground and pound. O resultado oficial foi 29–28, 28–29 e 29–28. Após a luta, o Campeão Peso Pena do Bellator Joe Soto entrou no ring e trocaram palavras, com Warren dizendo para Soto "você tem meu cinturão" e Soto prometeu manter o título.
A luta pelo título aconteceu em 2 de Setembro de 2010 no Bellator 27 na terceira temporada do Bellator. Essa foi a primeira luta por cinturão de Warren. Seguido de um dominante primeiro round para Soto, Warren ganhou a luta por nocaute no primeiro minuto do segundo round e se tornou o Campeão Peso Pena do Bellator.
Warren enfrentou Marcos Galvão em 16 de Abril de 2011 no Bellator 41. Na luta Galvão negou a maioria dos ataques de Warren nos primeiros dois rounds mostrando uma boa defesa de queda, derrubando Warren várias vezes, pegando as costas de Warren, e executando boas joelhadas no clinch. No terceiro round ele foi derrubado por Warren e controlado durante o round. No fim da luta, o comentarista do Bellator, Jimmy Smith, acreditava que Galvão venceu a luta por 29–28. Além de Smith, vários sites de MMA, (MMAJunkie, Sherdog, MMAFighting, MMASpot), todos deram a vitóra para Galvão por 29–28. Foi anunciado que Warren venceu a luta por decisão unânime (30–27, 29–28, 29–28).
A revanche contra Patrício Freire era esperada para acontecer no Bellator 47 em 23 de julho de 2011, mas foi cancelada devido a uma lesão de Pitbull.
Em 2011, Warren entrou para o Torneio de Galos da Quinta Temporada. Ele era esperado para se tornar o primeiro da promoção a ser campeão em duas divisões. Warren enfrentou o também Campeão Mundial de Wrestling Amador, Alexis Vila, no Bellator 51, nas quartas de final do Torneio de Galos da Quinta Temporada. Ele perdeu a luta por nocaute no primeiro round.
Warren enfrentou Pat Curran em 9 de Março de 2012 no Bellator 60 em sua primeira defesa de cinturão. Ele perdeu a luta por nocaute no terceiro round, que muitos acham que foi uma interrupção tardia.
Warren lutou no Torneio de Galos da 9ª Temporada de quatro lutadores, na semifinal, ele derrotou Nick Kirk por finalização no Bellator 101. Na final ele enfrentou Travis Marx no Bellator 107, ele venceu por nocaute técnico.
Como Warren venceu o torneio, ele enfrentaria o campeão da categoria Eduardo Dantas em 2 de Maio de 2014 no Bellator 118 pelo Cinturão Peso Galo do Bellator. Porém, o campeão se lesionou e Rafael Silva foi colocado em seu lugar para disputar o Cinturão Interino com Warren. Ele venceu por decisão unânime e se tornou o Campeão Peso Galo Interino do Bellator.
Warren enfrentou o campeão linear Eduardo Dantas em 10 de Outubro de 2014 no Bellator 128 na unificação do Cinturão Peso Galo do Bellator. Ele venceu por decisão unânime após cinco rounds de luta, se tornando assim Campeão Peso Galo do Bellator.
Warren enfrentou o brasileiro Marcos Galvão em 27 de Março de 2015 no Bellator 135, perdendo o cinturão.

## Cartel no MMA
| Cartel no MMA   |             |            |
| 16 lutas        | 12 vitórias | 4 derrotas |
| Por nocaute     | 3           | 2          |
| Por finalização | 1           | 2          |
| Por decisão     | 8           | 0          |

| Res.    | Cartel | Oponente           | Método                               | Evento       | Data       | Round | Tempo | Local                     | Notas                                                   |
| ------- | ------ | ------------------ | ------------------------------------ | ------------ | ---------- | ----- | ----- | ------------------------- | ------------------------------------------------------- |
| Derrota | 12-4   | Marcos Galvão      | Finalização (chave de joelho)        | Bellator 135 | 27/03/2015 | 2     | 0:45  | Thackerville, Oklahoma    | Perdeu o Cinturão Peso Galo do Bellator.                |
| Vitória | 12-3   | Eduardo Dantas     | Decisão (unânime)                    | Bellator 128 | 10/10/2014 | 5     | 5:00  | Thackerville, Oklahoma    | Ganhou e unificou o Cinturão Peso Galo do Bellator.     |
| Vitória | 11-3   | Rafael Silva       | Decisão (unânime)                    | Bellator 118 | 02/05/2014 | 5     | 5:00  | Atlantic City, New Jersey | Ganhou o Cinturão Peso Galo Interino do Bellator.       |
| Vitória | 10-3   | Travis Marx        | Nocaute Técnico (joelhadas e socos)  | Bellator 107 | 08/11/2013 | 2     | 1:56  | Thackerville, Oklahoma    | Final do Torneio de Galos da 9ª Temporada.              |
| Vitória | 9-3    | Nick Kirk          | Finalização (chave de braço)         | Bellator 101 | 27/09/2013 | 2     | 3:03  | Portland, Oregon          | Semifinal do Torneio de Galos da 9ª Temporada.          |
| Vitória | 8–3    | Owen Evinger       | Decisão (unânime)                    | Bellator 80  | 29/11/2012 | 3     | 5:00  | Hollywood, Florida        |                                                         |
| Derrota | 7–3    | Pat Curran         | Nocaute (socos)                      | Bellator 60  | 09/03/2012 | 3     | 1:25  | Hammond, Indiana          | Perdeu o Cinturão Peso Pena do Bellator                 |
| Derrota | 7–2    | Alexis Vila        | Nocaute (soco)                       | Bellator 51  | 24/09/2011 | 1     | 1:04  | Canton, Ohio              | Quartas de Final do Torneio de Galos da 5ª Temporada.   |
| Vitória | 7–1    | Marcos Galvão      | Decisão (unânime)                    | Bellator 41  | 16/04/2011 | 3     | 5:00  | Yuma, Arizona             | Peso casado (137 lbs).                                  |
| Vitória | 6–1    | Joe Soto           | Nocaute (joelhada e socos)           | Bellator 27  | 02/09/2010 | 2     | 0:33  | San Antonio, Texas        | Ganhou o Cinturão Peso Pena do Bellator.                |
| Vitória | 5–1    | Patrício Freire    | Decisão (dividida)                   | Bellator 23  | 24/06/2010 | 3     | 5:00  | Louisville, Kentucky      | Final do Torneio de Penas da 2ª Temporada.              |
| Vitória | 4–1    | Georgi Karakhanyan | Decisão (unânime)                    | Bellator 18  | 13/05/2010 | 3     | 5:00  | Monroe, Louisiana         | Semifinal do Torneio de Penas da 2ª Temporada.          |
| Vitória | 3–1    | Eric Marriott      | Decisão (unânime)                    | Bellator 13  | 08/04/2010 | 3     | 5:00  | Hollywood, Florida        | Quartas de Final do Torneio de Penas da 2ª Temporada.   |
| Derrota | 2–1    | Bibiano Fernandes  | Finalização (chave de braço)         | Dream 11     | 06/10/2009 | 1     | 0:42  | Yokohama                  | Semifinal do Torneio de Penas do Dream de 2009.         |
| Vitória | 2–0    | Norifumi Yamamoto  | Decisão (dividida)                   | Dream 9      | 26/05/2009 | 2     | 5:00  | Yokohama                  | Quartas de Final do Torneio de Penas do Dream de 2009.  |
| Vitória | 1–0    | Chase Beebe        | Nocaute Técnico (interrupção médica) | Dream 7      | 08/03/2009 | 1     | 10:00 | Saitama                   | Round de Abertura do Torneio de Penas do Dream de 2009. |